# 西丸子駅
西丸子駅（にしまるこえき）は、かつて長野県小県郡丸子町（現在の上田市）にあった上田丸子電鉄西丸子線の駅（廃駅）。
同線の終点駅であった。

## 概要
当駅は駅舎と1面1線のホーム、そしてホームの手前には留置線があった。終着駅で有人駅、かつ丸子町市街地にありながら非常に簡素な駅で、いつも閑散としていた。しかし常楽寺北向観音の二年参りには丸子線の丸子町駅から応援部隊がやってくるほどの賑わいを見せていた。

## 歴史
- 1926年（大正15年）8月12日：上田温泉電軌依田窪線の駅として開業。
- 1939年（昭和14年）8月30日：上田電鉄に社名変更。地方鉄道となり西丸子線と改称。
- 1943年（昭和18年）10月21日：上田電鉄と丸子鉄道が合併して上田丸子電鉄が発足。上田丸子電鉄の西丸子線の駅となる。
- 1961年（昭和36年）6月29日：同月25日の梅雨前線豪雨被害により休止となる。
- 1963年（昭和38年）11月1日：西丸子線廃止にともない廃駅となる。

## 廃止後の状況
路線廃止後、バス路線となっているがバス路線となって以降は前駅河原町駅の後身である河原町停留所から直接丸子町駅（上田丸子電鉄丸子線廃止後はバスターミナル）へ行くルートに変更されたため西丸子停留所は設置されなかった。
駅跡地は現在、上田市丸子消防署の駐車場となり、駅の痕跡は全く見当たらない。

## 隣の駅
上田丸子電鉄
西丸子線
河原町駅 - 西丸子駅